# Conqueyrac
Conqueyrac är en kommun i departementet Gard i regionen Occitanien i södra Frankrike. Kommunen ligger i kantonen Saint-Hippolyte-du-Fort som tillhör arrondissementet Le Vigan. År 2022 hade Conqueyrac 115 invånare.

## Befolkningsutveckling
Antalet invånare i kommunen Conqueyrac
Referens:INSEE